# Mycetophila moravica
Mycetophila moravica är en tvåvingeart som beskrevs av Landrock 1925. Mycetophila moravica ingår i släktet Mycetophila och familjen svampmyggor. Arten är reproducerande i Sverige. Inga underarter finns listade i Catalogue of Life.